# 혜선옹주 홍씨
혜선옹주 홍씨(惠善翁主 洪氏, 생몰년 미상)는 조선 태종의 후궁으로 기생 출신이다.

## 출신과 능력
기명(妓名)은 가희아(可喜兒)이며, 보천(甫川: 현 경상북도 예천군)에서 태어났다. 《실록》에는 그녀가 가무에 능했다고 적혀 있다.

## 이력
- 1407년(태종 7): 두 사내 김우와 황상과의 다툼으로 큰 고초를 겪음. 결국 태종은 황상을 파직시키고 가희아에게 곤장 여든 대를 치도록 함. 그러나 그녀에게는 곤장 대신 속전[贖錢: 죄를 면하고자 바치는 돈]으로 갈음함.[3]

- 1412년(태종 12): 삼월(三月)ㆍ옥동선(玉洞仙) 등과 함께 금(琴), 슬(瑟), 노래, 춤을 배우도록 명을 받음.[4]

- 1413년(태종 13): 의막(依幕)이 필요하다고 하자 태종이 한성부에서 쓰던 것을 내려 줌.[5]

- 1414년(태종 14): 옹주로 책봉됨.[2]